# Edmond Budry
Edmond Louise Budry, född 30 augusti 1854 i Vevey i Schweiz, död 12 november 1932 i Vevey, (begravd i Cully nära Lausanne). Schweizisk frikyrkopastor och psalmförfattare som översatte många psalmer från tyska, engelska och latin till franska.
Han finns representerad med en originaltext i Den svenska psalmboken 1986 (nr 17)

## Psalmer
- Ge Jesus äran, frälsta mänsklighet (1986 nr 17) skriven 1885.